# Andreï Kavoun
Andreï Kavoun (ukrainien : Андрій Кавун ; russe : Андре́й Каву́н), né le 9 décembre 1969 à Lvov (RSS d'Ukraine), est un réalisateur et scénariste soviétique puis ukrainien et russe de cinéma et de télévision.

## Biographie
Andreï Kavoun est né dans la famille d'une actrice et d'un réalisateur. Enfant, il lit beaucoup et regarde des films. Son film préféré qui l'a impressioné enfant, est Pirates du XXe siècle.
Après avoir terminé ses études, il sert pendant deux ans dans la Marine soviétique. Après son service, il déménage à Moscou et entre à l'Institut national de la cinématographie (VGIK).
En 1999, il est diplômé du département de réalisation du VGIK (atelier de Vladimir Khotinenko).
En 2001, il réalise son film de fin d'études Combien coûte ce poisson ? et remporte le Grand Prix du Festival international du film Sainte Anne (ru).

## Filmographie

### Réalisateur
- 2001 : Combien coûte ce poisson ? (Сколько стоит эта рыбка?) (court métrage)
- 2006 : La Chasse au piranha (ru) (Охота на пиранью)
- 2009 : Kandahar (Кандагар)
- 2010 : Interdit aux moins de 16 ans (ru) (Детям до 16)
- 2013 : Sherlock Holmes (Шерлок Холмс) (série télévisée)
- 2014 : Les Sapins de Noël 1914 (Ёлки 1914), (film collectif)